# Igreja de Saint-Cyprien de Saint-Cyprien (Dordonha)
A Igreja de Saint-Cyprien de Saint-Cyprien é uma igreja católica localizada no departamento francês de Dordonha, na cidade de Saint-Cyprien.
A igreja deve ter sido construída entre os séculos XIII e XIV.
A cidade de Saint-Cyprien foi devastada pelos ingleses durante a Guerra dos Cem Anos. A igreja sofreu confrontos entre católicos e protestantes durante as guerras religiosas. A igreja foi queimada em 1585 pelos huguenotes e serviu como um arsenal. O navio é usado para derreter canhões. A torre sineira está ligada à igreja com a perfuração do óculo do relógio no século XVII. Monsenhor Christophe de Beaumont, arcebispo de Paris, foi exilado por Luís XV no Château de la Roque, em Meyrals, após um desacordo com as ordens religiosas. Seu coração foi colocado no segundo pilar à direita da entrada. A Abadia de Saint-Cyprien e sua igreja foram declaradas propriedade nacional. O povo os comprou de volta em 1791. Em 1804, uma freira expulsa de seu convento em Flandres teria levado um espinho da Coroa de Cristo para a Abadia de Saint-Cyprien. Ela teria sido doada por Luís IX para o convento flamengo dessa freira. Esta relíquia foi roubada em 1997. A igreja foi classificada como monumento histórico em 1841. A igreja foi desmantelada em 1883 após as obras na abadia. O edifício foi classificado como monumento histórico em 1923.